# Radiatorkachelofen
Radiatorkachelofen sind Warmluftkachelöfen nach dem Prinzip eines Radiators. Sie werden auch Kachelofen-Luftheizungen oder, im Verbund mit anderen Heizungssystemen, Kachelofen-Grundöfen genannt. Radiatorkachelöfen wurde erstmals in der DDR zum effektiveren Heizen von Luftheizungen gebaut. Durch die Kombination verschiedener Heizungssysteme konnte so ein Kachelofen mit Holz, Kohle, Gas oder Öl beheizt werden. Durch die Möglichkeit einer Beheizung mit fossilfreien Energieträgern ist dieser Ofentyp wieder interessant geworden, heute können diese Kachelöfen auch an eine thermische Solaranlage, eine Photovoltaikanlage, eine Wärmepumpe oder andere Energieträger angeschlossen werden. Durch die Integration einer Flächenheizung in einer Kachelofen-Luftheizung oder einem Kachelofen-Grundofen ist so ein effektiveres und komfortables Heizen möglich, vor allem bei der Renovierung älterer bestehender Heizungssysteme.

## Ausgangslage

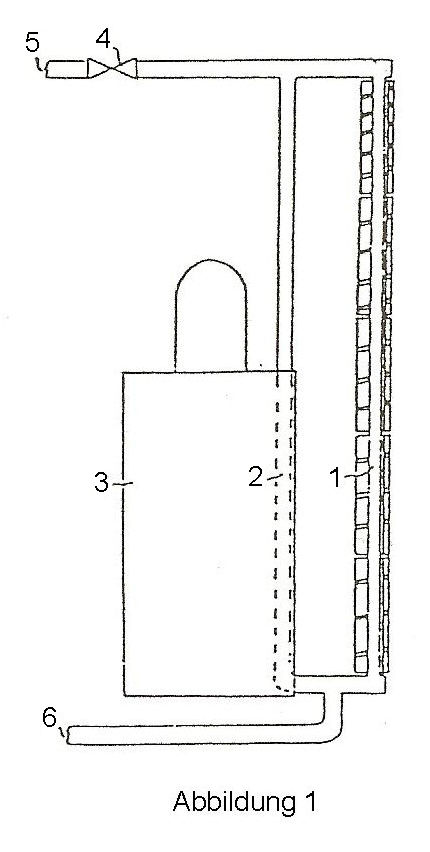
Grundprinzip

Ausgangspunkt für diese Entwicklung war die kurze Zeitspanne der Wärmehaltung bei den Kachelofen-Luftheizungen. Schon die zusätzliche Beheizung der Kachelfläche mit einem wasserbetriebenen integrierten Rohrradiator erhöhte die Wärmehaltezeit erheblich und der Luftheizungsofen musste nicht ständig neu beheizt werden. Durch den Betrieb mit weiteren Energieträgern konnten so die Öfen an eine Zentralheizung angeschlossen werden. Der Ofen selbst tendierte so zu einem Notbetrieb, wenn die Zentralheizung ausfiel. (siehe Abbildung 1)
In der Abbildung 1 wird in vereinfachten Darstellung das Grundprinzips dargestellt:
- das Rohrregister mit den Kacheln 1
- Heizfläche für das Heizmedium Wasser innerhalb der Luftheizung 2
- Luftheizungsofen 3
- Ventil im Vorlauf für die Zentralheizungsanlage 4
- Vorlauf der Zentralheizungsanlage 5
- Rücklauf der Zentralheizungsanlage 6

## Aufbau
Für den Aufbau eines solchen Ofens ist eine möglichst große Kachelfläche zweckmäßig. Der Stahlrohrradiator befindet sich unmittelbar hinter einer Ofenkachel oder einer Natursteinkachel. Die Kachel selbst wurden in der DDR mit Lehm ausgefüttert und zusätzlich mit einer weiteren Schamotteschicht zur besseren Wärmehaltung versehen. Normale Ofenkacheln kamen für solch einen Aufbau nicht in Betracht. In der DDR wurden deshalb Kachelofen-Gesimsstücke so behauen, dass diese verwendet werden konnten oder es kamen Natursteinplatten zum Einsatz. Alle Kacheln wurden mit einem Stahldraht zweimal verklammert. Die Kacheln waren alle 22 cm hoch und 11 cm breit. Dieses Maß wird bis zum heutigen Tag beibehalten. Der Aufbau änderte sich jedoch, in der DDR wurden die Kacheln mit abgemagerten Lehm gesetzt, heute kommen temperaturleitende flexible Kleber für höhere Temperaturen zum Einsatz. Ausschlaggebend dafür ist die unterschiedliche Temperaturausdehnung von Stahl und Keramik. Wobei hierbei zu vermerken ist, dass die Luftheizungsöfen, welche mit abgemagerten Lehm gesetzt wurden, auch nach Jahren keine Risse aufwiesen (Siehe Abbildung 2). Die Seitenflächen der Luftheizung wurden mit Gesimskachel gesetzt und die Vorderfront mit Natursteinkacheln aus Thüringen, einem Syenit-Gestein.
In den abgebildeten Luftheizungsofen kam ein Rohrradiator mit ½ Zoll Stahlrohren zum Einsatz. Der Ausdehnungsunterschied zwischen der Kachel und dem Radiator beträgt bei einem Temperaturunterschied von rund 70K  bei 11 cm ungefähr  0,04 mm und bei 22 cm rund 0,08 mm. Diese Ausdehnung nahmen damals die Lehmfugen auf. Die Verklammerung bot zusätzlichen Schutz.
In einem kurzen Abstand von Minuten ist die Kachelaußenwand genauso warm wie der Radiator und erzeugt eine angenehme Wärme. Das Innere des Ofens wurde traditionell nach den Regeln des Ofenbauerhandwerks ausgeführt, was heute weiterhin so erfolgt.
Auf der Abbildung 3 ist das verschweißte Radiatorgerüst mit ¾ Zoll Stahlrohren für einen Grundofen zu sehen. Auf der Abbildung 4 ist der Grundofen mit den Kacheln abgebildet. Im Gegensatz zur Luftheizung mit seinem wasserführenden Kachelofeneinsatz aus Metall besitzt der Grundofen keine feuerberührten Metallflächen.

## Vorteile
Die Vorteile des Radiatorkachelofens liegen in seiner größeren Wärmespeicherung und in der Kombinierbarkeit mit anderen Energieträgern. So ist es auch möglich, eine thermische Solaranlage, eine Photovoltaikanlage oder eine Wärmepumpe an den Kachelofen einzeln oder in Kombination mit weiteren Energieträgern anzuschließen. Dem Einsatz von alternativen emissionsfreien Wärmeträgern steht nichts im Wege und wenn diese versagen, kann mit dem nachwachsenden Rohstoff Holz der Ofen weiter betrieben werden. Da in jedem Haus zur Sicherheit sowieso ein Holzofen stehen sollte, erfüllt dieser alle Kriterien zum ökologischen Heizen, verbunden mit einem höheren Komfort. Wenn eine bestehende Altanlage z. B. mit einer Wärmepumpe zusätzlich beheizt werden soll, wird oft eine Heizkörpervergrößerung notwendig. Ein Radiatorkachelofen kann diese Heizkörpervergrößerung dann in manchen Fällen kompensieren.

## Nachteile
Als Nachteil lässt sich der höhere Aufwand verorten. Es entstehen Mehrkosten von ungefähr zweitausend bis dreitausend Euro. Weiterhin kann ein Grundofen wegen den hohen Temperaturen nur als schwerer Ofen gebaut werden. Dadurch entstehen weitere Kosten.

Radiatorkachelofen
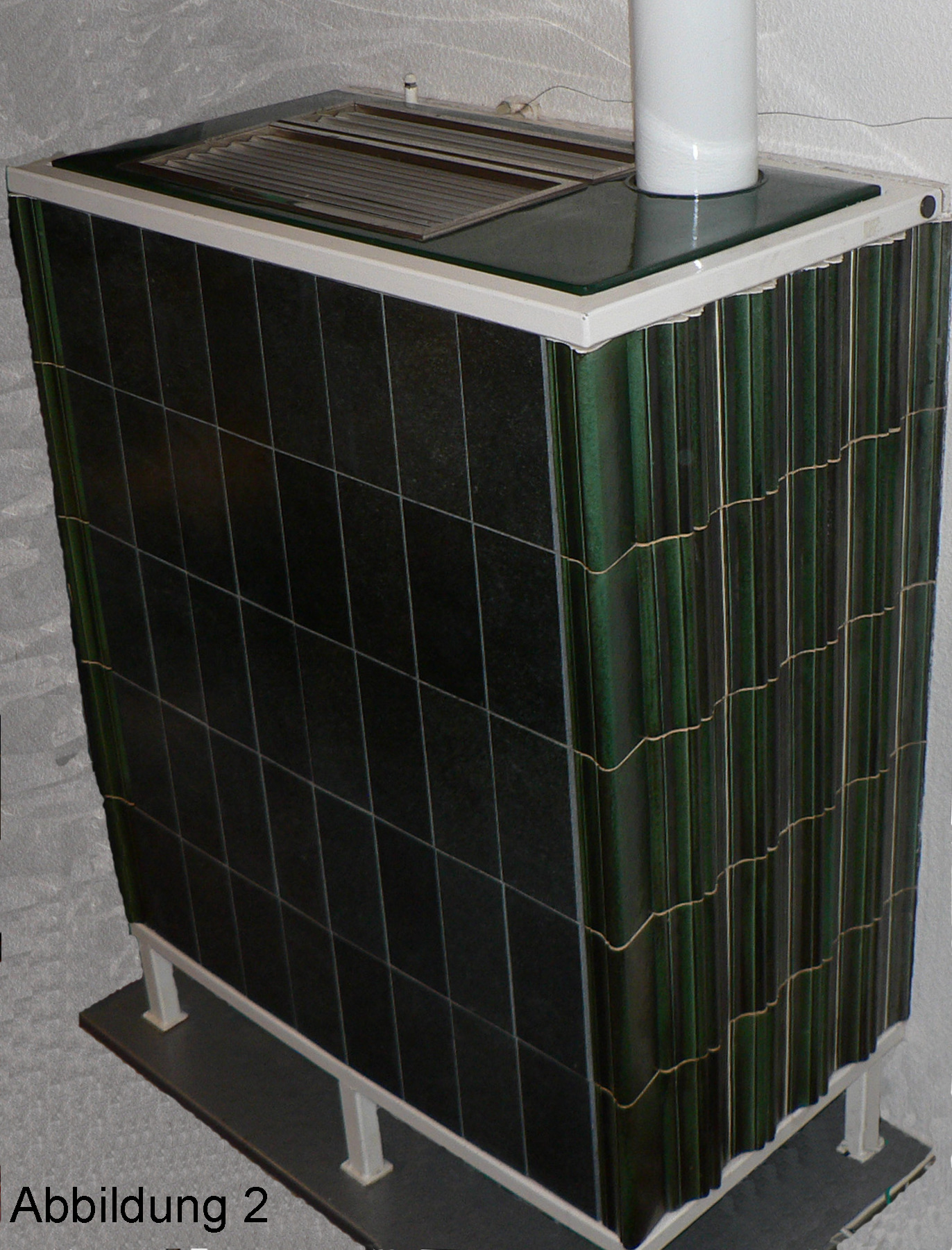
Luftheizung
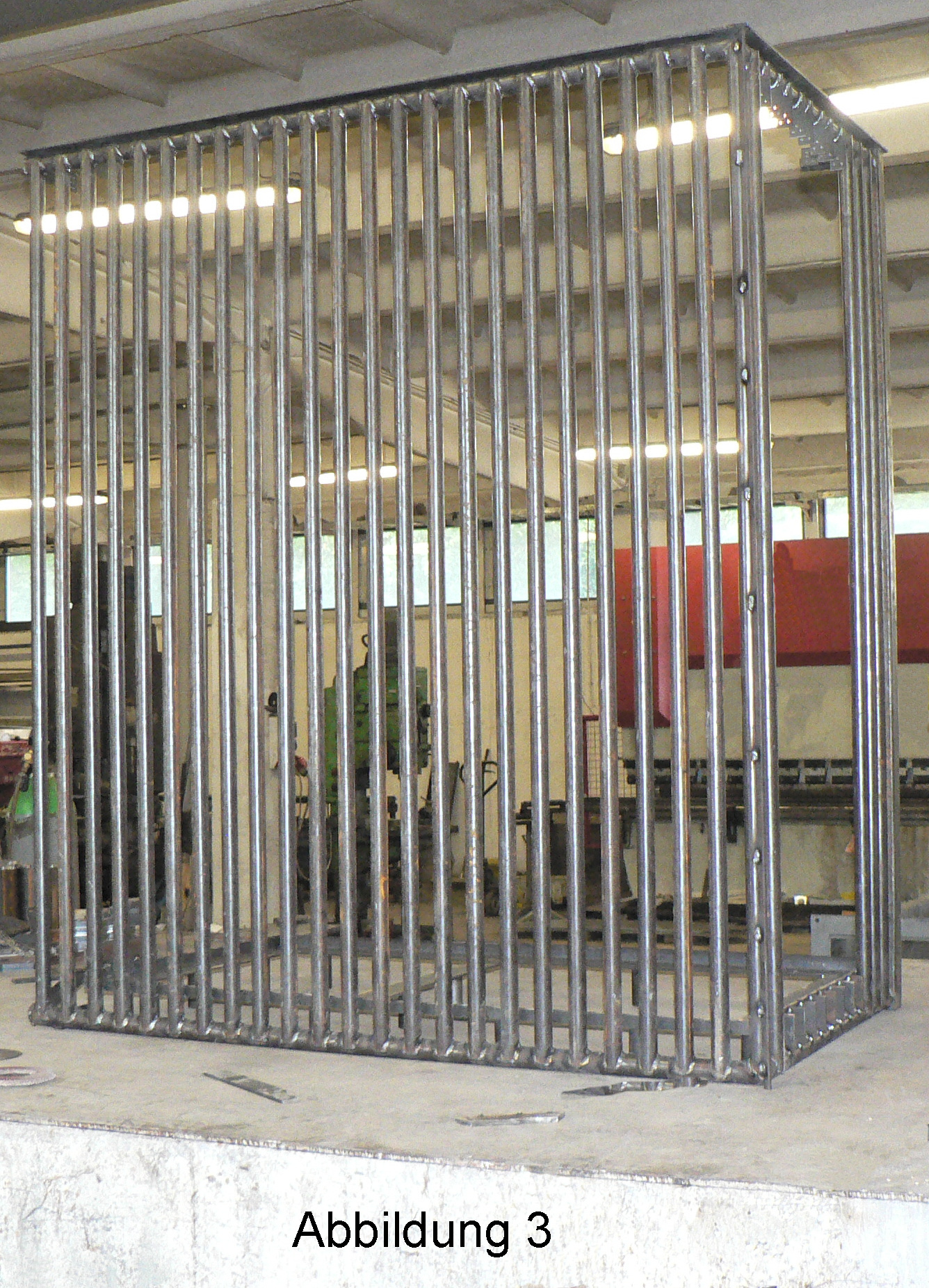
Radiatorrohrleitung
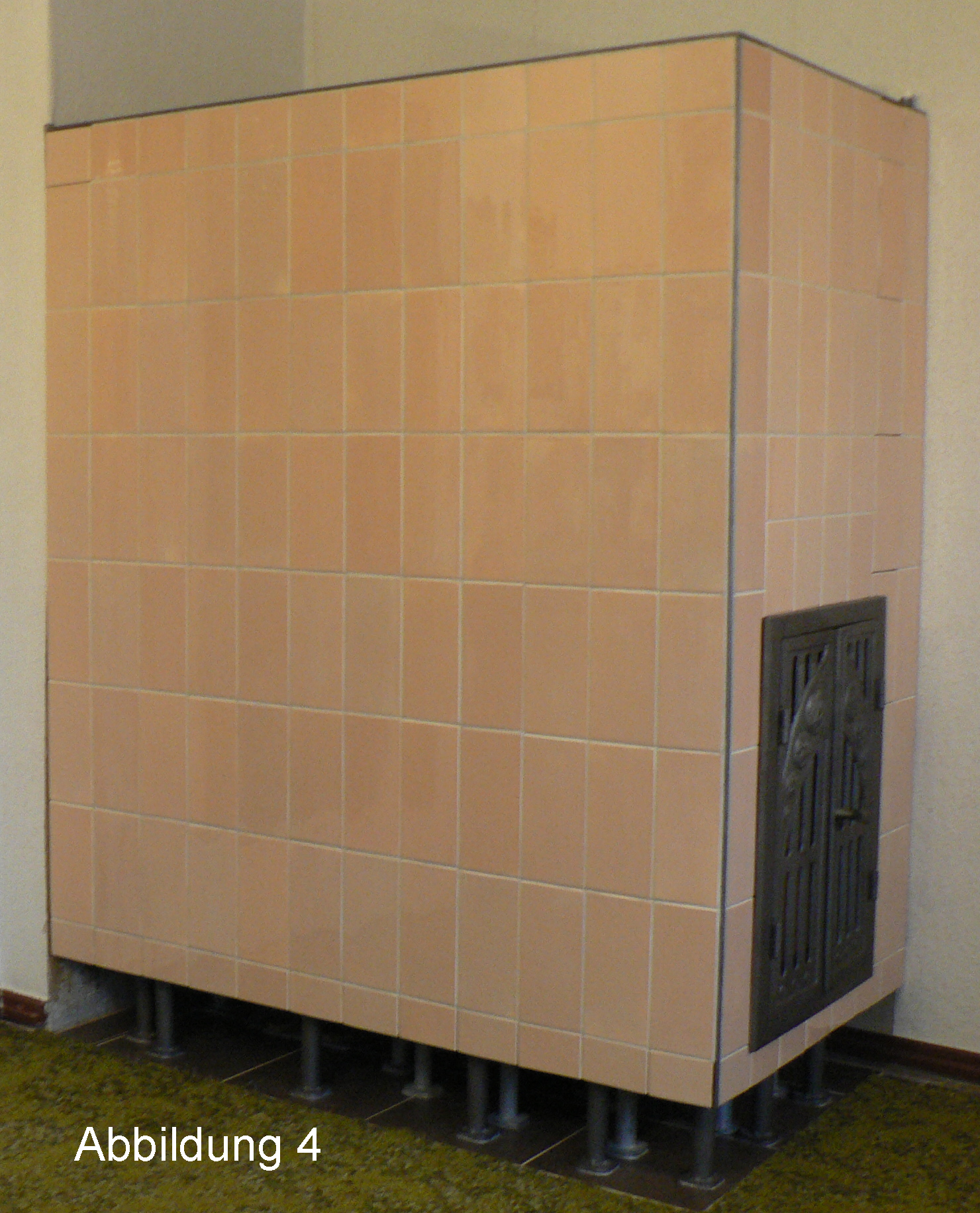
Radiatorgrundofen